# Judith Hahn
Judith Joy Schiemann Hahn (1941–1999) foi uma artista americana. Hahn nasceu em Chicago, Illinois.
O seu trabalho encontra-se incluído nas coleções do Seattle Art Museum, do Art Institute of Chicago, do Smithsonian American Art Museum e do Brooklyn Museum.